# یان ویچیتال
یان ویچیتال (چکی: Jan Vyčítal; ۸ مارس ۱۹۴۲ – ۱ مارس ۲۰۲۰) خواننده و ترانه‌سرای موسیقی کشور جمهوری چک بود. او عضو مؤسس «گرین هورنز» بود. او همچنین جلد بسیاری از آلبوم‌ها را طراحی کرد.